# Boussac (Lot)
Boussac ist eine französische Gemeinde mit 182 Einwohnern (Stand 1. Januar 2022) im Département Lot in der Region Okzitanien (vor 2016: Midi-Pyrénées). Die Gemeinde gehört zum Arrondissement Figeac und zum Kanton Figeac-1.
Der heutige Name der Gemeinde leitet sich von den früheren Namen Bucciacum (Landgut des Buccius) ab.
Die Einwohner werden Boussacois und Boussacoises genannt.

## Geographie
Boussac liegt circa neun Kilometer westlich von Figeac in dessen Einzugsbereich (Aire urbaine) in der historischen Provinz Quercy.
Das Gebiet der Gemeinde liegt im Regionalen Naturpark Causses du Quercy.
Umgeben wird Boussac von den vier Nachbargemeinden:
|      | Cambes                                      |           |
| Corn | Kompassrose, die auf Nachbargemeinden zeigt | Camboulit |
|      | Béduer                                      |           |

Der Célé, ein Nebenfluss des Lot, durchquert das Gebiet der Gemeinde zusammen mit seinen Nebenflüssen, dem Ruisseau de Lavayssière und dem Ruisseau de Laval.

Dolmen von Boussac
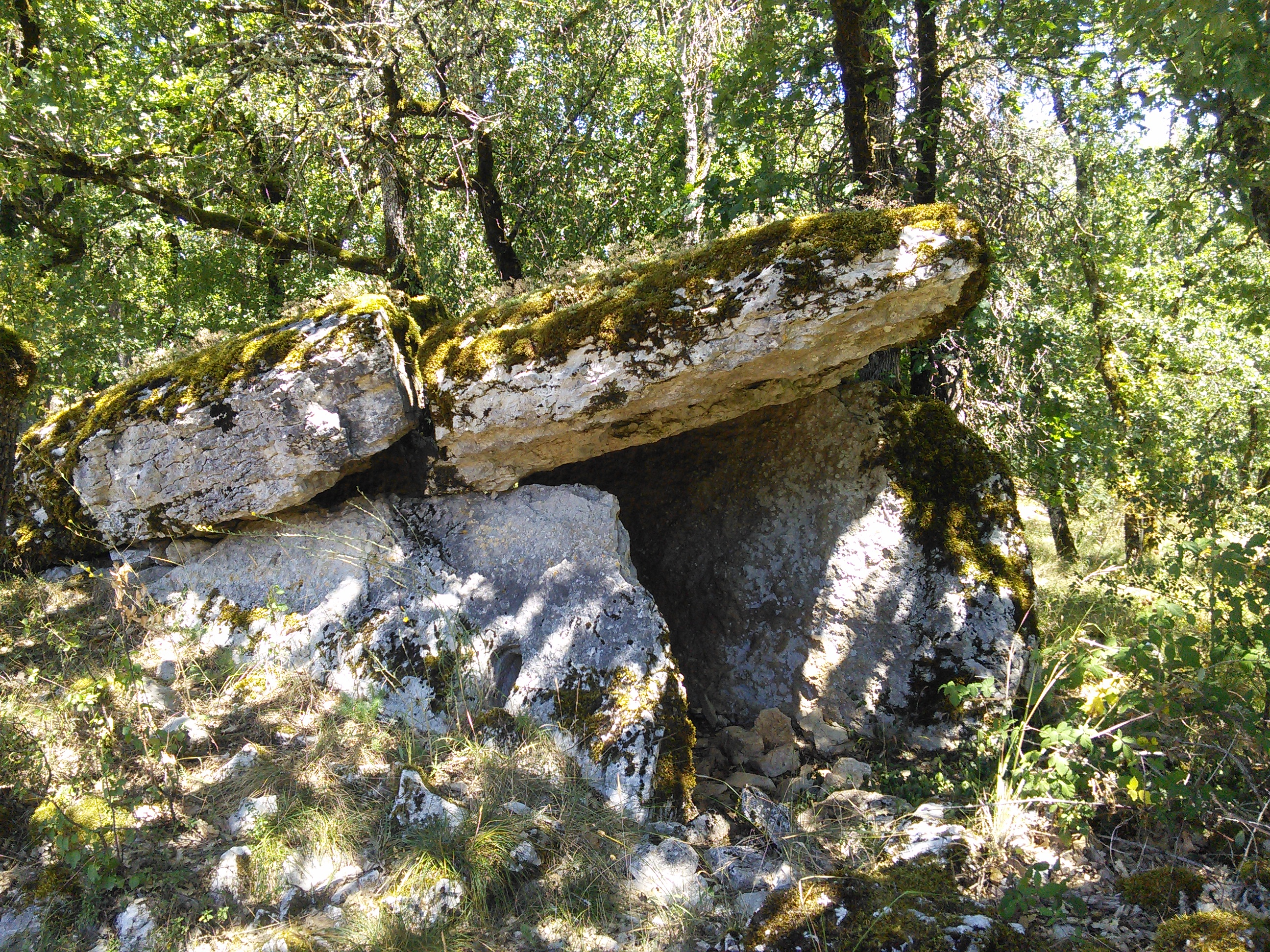
Dolmen de noble
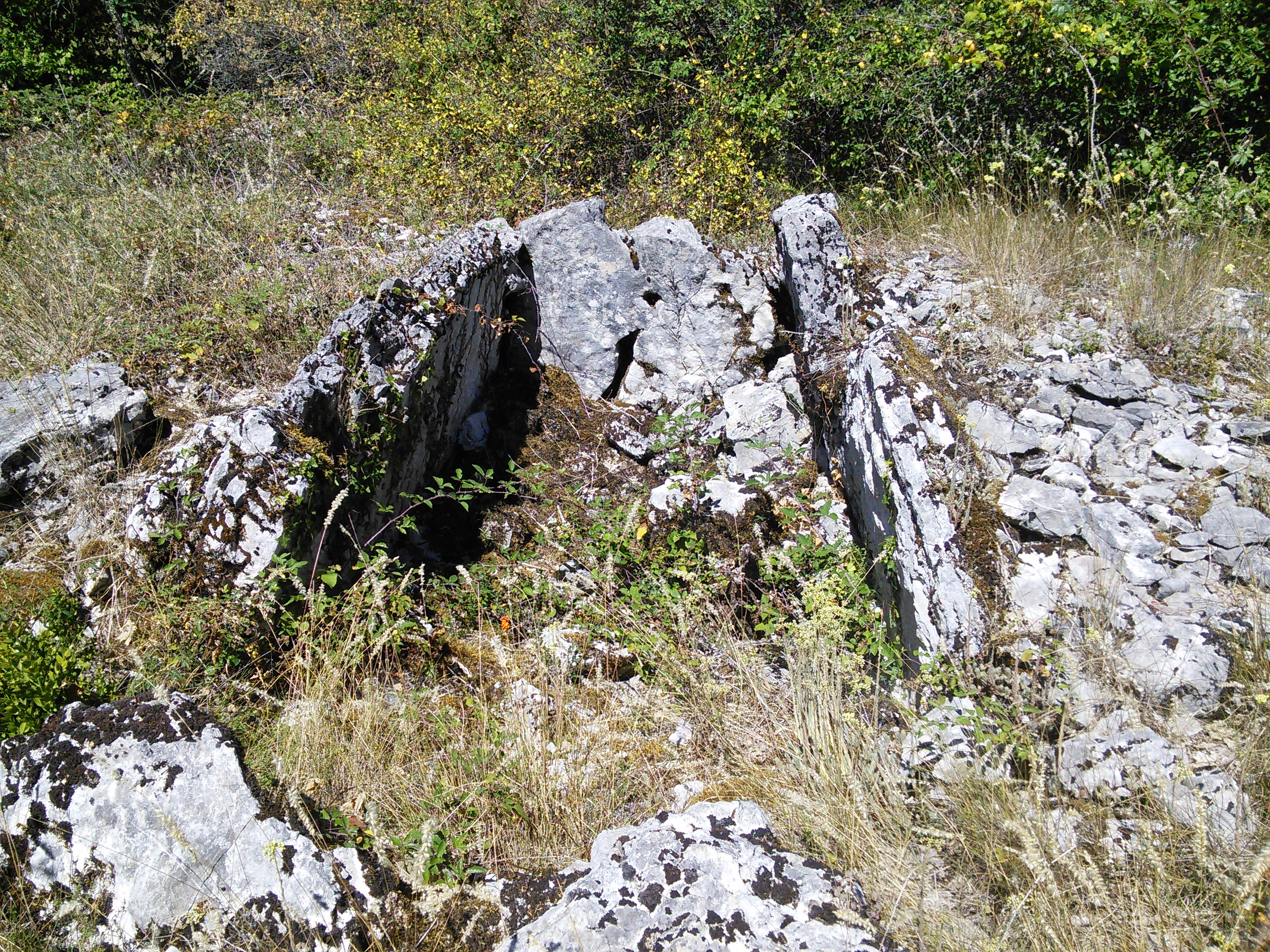
Dolmen causse de Bullac
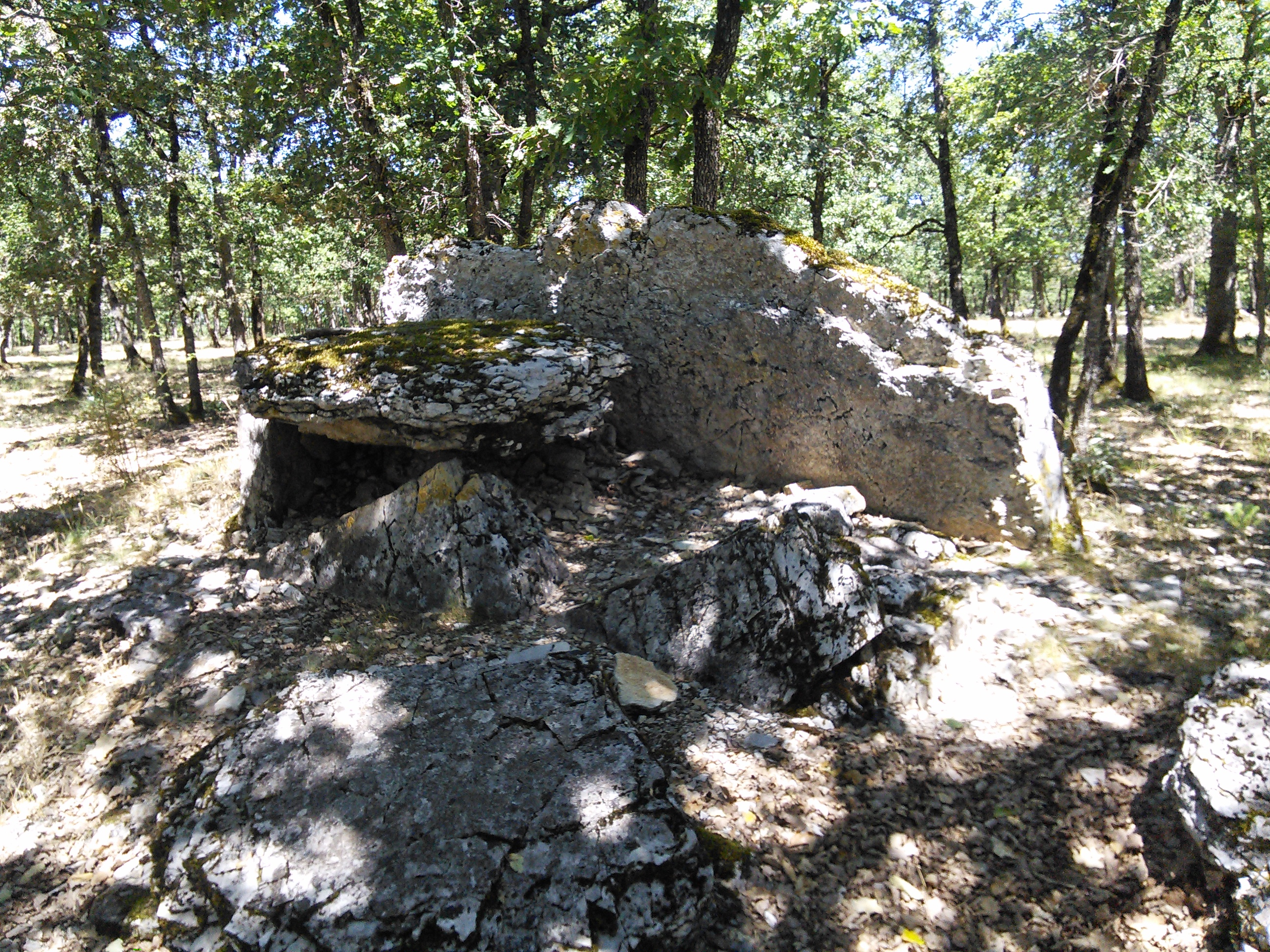
Dolmen mas de Brézac

## Einwohnerentwicklung
Nach Beginn der Aufzeichnungen stieg die Einwohnerzahl bis zur zweiten Hälfte des 19. Jahrhunderts auf einen Höchststand von rund 395. In der Folgezeit sank die Größe der Gemeinde bei kurzen Erholungsphasen bis zu den 1970er Jahren auf rund 125 Einwohner, bevor sich eine Wachstumsphase einstellte, die heute noch anhält.
| Jahr      | 1962 | 1968 | 1975 | 1982 | 1990 | 1999 | 2006 | 2011 | 2022 |
| --------- | ---- | ---- | ---- | ---- | ---- | ---- | ---- | ---- | ---- |
| Einwohner | 138  | 140  | 127  | 145  | 154  | 178  | 174  | 175  | 182  |

## Schloss Canteperdrix
Das Lehen wird seit dem Mittelalter erwähnt. Zunächst besaß es die Familie Lascazes de Roquefort, deren Burg sich in der heutigen Nachbargemeinde Corn befand. Im 16. Jahrhundert gelangte es über eine Erbschaft an die Familie Cornély, am Vorabend der Französischen Revolution an die Perets, eine bürgerliche Familie aus Figeac. Das Anwesen hoch über dem Tal des Célé wurde im 18. Jahrhundert errichtet. In der Mitte der Fassade des Gebäudes ragt ein Risalit hervor mit einem Dreiecksgiebel mit einem Wappen und einer gräflichen Krone. Das Schloss ist vermutlich das Zentrum eines landwirtschaftlichen Betriebs gewesen, wie ein in der Nähe gelegener Taubenschlag hinweist. Das Schloss ist in Privatbesitz und der Öffentlichkeit nicht zugänglich.

## Wirtschaft und Infrastruktur

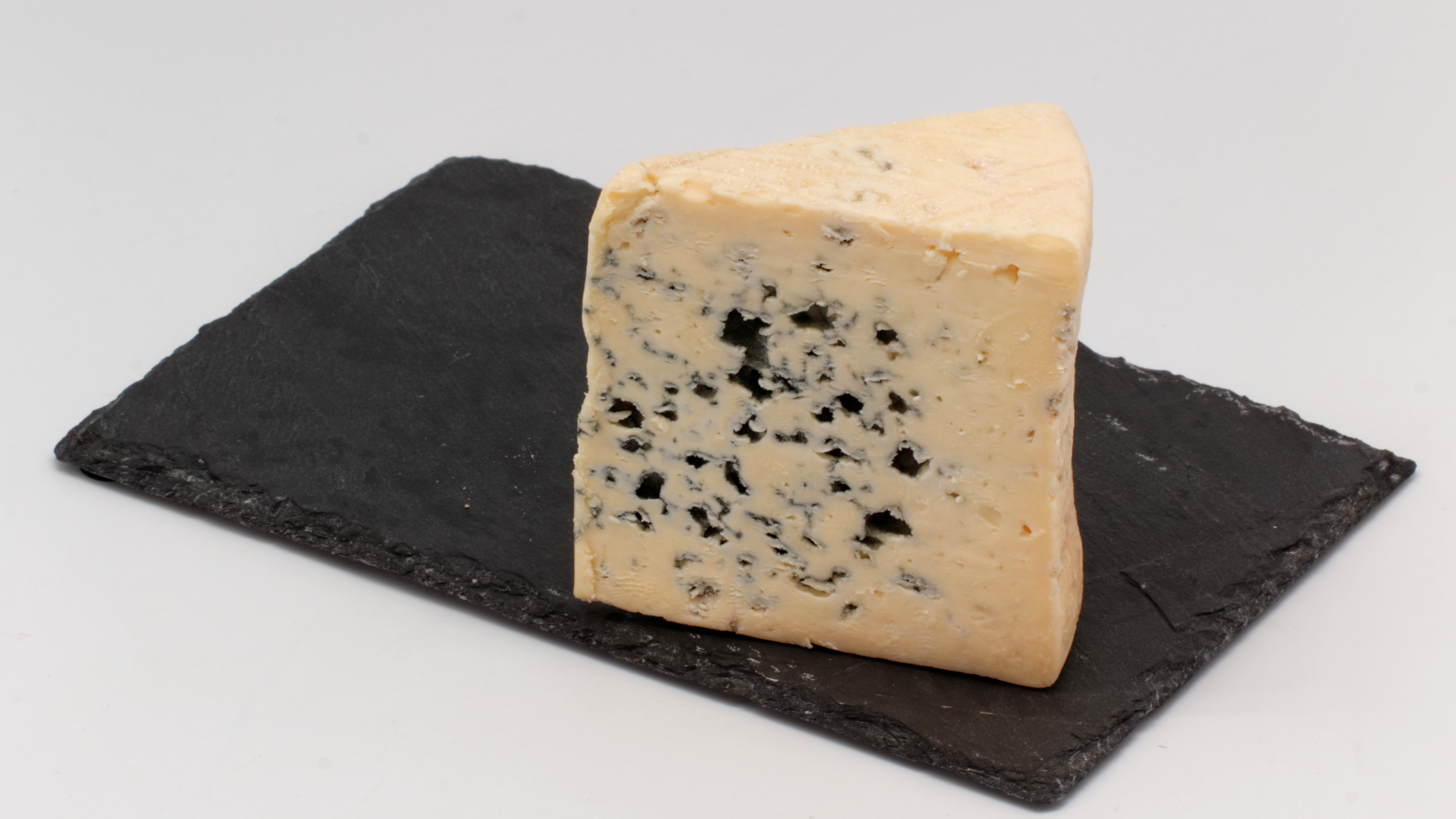
Blauschimmelkäse Bleu des Causses
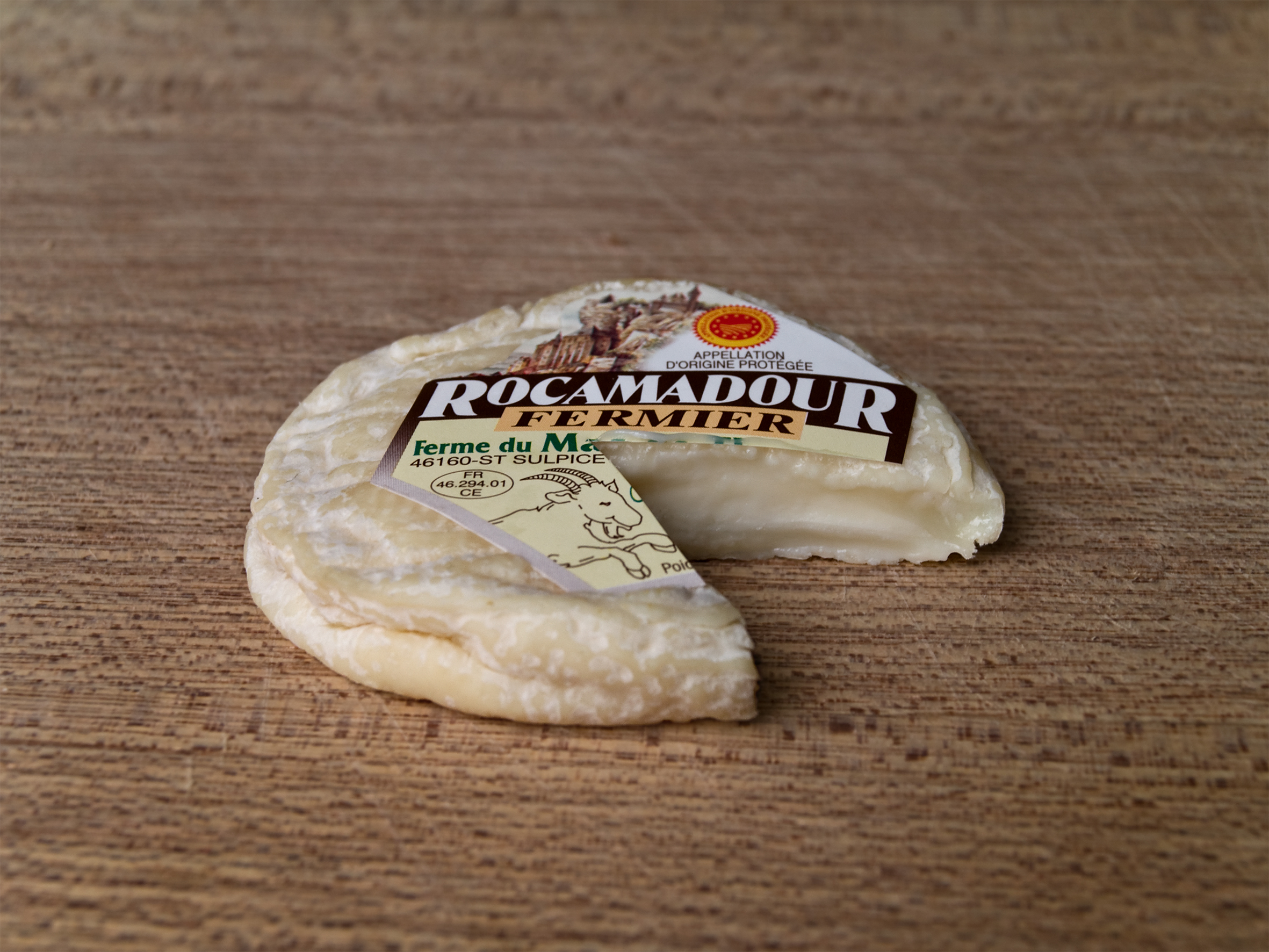
Rocamadour-Käse

Boussac liegt in den Zonen AOC des Blauschimmelkäses Bleu des Causses und des Rocamadour, eines Käses aus Ziegenmilch.

Logo des Jakobswegs

### Sport und Freizeit
Der Fernwanderweg GR 651 führt auch durch das Zentrum von Boussac. Er ist ein alternativer Weg der Via Podiensis, einem der vier Jakobswege in Frankreich.

### Verkehr
Boussac ist erreichbar über die Routes départementales 41 und 48.